# Грошова реформа Діоклетіана
Грошова реформа Діоклетіана (була проведена між 286 -294 і 301 роками) — реформа, яка була створена, щоб впоратися з кризовим періодом третього століття, так звана, як «військова анархія» (яка тривала п'ятдесят років, з 235 до 285 року), що призвело до важких економічних і соціальних наслідків. Ця реформа привела до значного перегляду грошових цінностей.

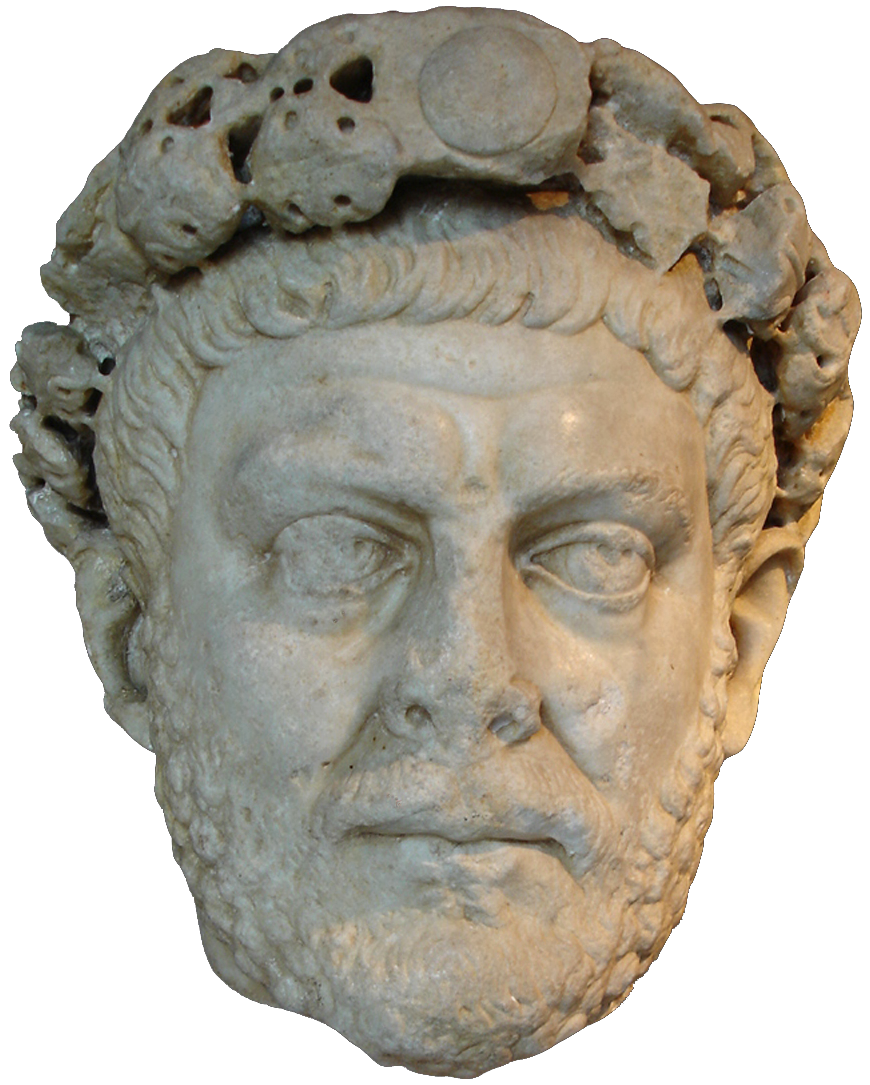
Бюст Діоклетіана, який реформував економіко-фінансову і грошово-кредитну системи Римської імперії.

## Історичний контекст
Катастрофічний період в третьому столітті нашої ери привів до поступового занепаду і агонії Римської імперії з точки зору сільськогосподарського виробництва та комерційних перевезень, а також сталого демографічного спаду через триваючі громадянські війни уздовж кордонів.
Зростаюча вартість армії в Пізньої Імперії (безперервне підвищення зарплати і пожертвування були необхідні, щоб тримати її в таємниці) і витрати на суд і бюрократію (також зросли, оскільки уряду потрібно все більше і більше контролерів для боротьби з ухилення від сплати податків і застосування законів на просторах Імперії), більше не в силах вдаватися в девальвації грошової маси, яка викликала неймовірні темпи інфляції.
До всього цього був доданий той факт, що в перші три століття імперської епохи покупка величезної кількості предметів розкоші з азійських регіонів, що переважно оплачувались срібними монетами, викликала постійний відтік дорогоцінних металів за межі Імперії. Оскільки цей відтік не міг бути компенсований видобутком металів в шахтах через виснаження родовищ після багатовікової експлуатації, це прискорювало спіраль зниження ефективної кількості дорогоцінного металу в монетах, викарбуваних різними імператорами.

Феномен грошової девальвації, вже використовувався імператорами за часів Імперії для скорочення реальних державних витрат саме з сімдесятих років третього століття, став викликати різке збільшення інфляції (посилюється розрідження товарів через широко розповсюджену небезпеку в торгівлі і виробництві) і незграбні спроби її виправити: імператор Діоклетіан спочатку в 294 році спробував стабілізувати монету, придумавши гарну золоту монету — ауреус, яка, однак, відразу ж зникла з обігу (була захована або розплавлена, оскільки не було впевненості в стабілізації ринку), потім в 301 році імператор вирішив нав'язати «Указ про максимальні ціни». Приклад вибуху цін побічно представлений Хорст-Еберхардом Ріхтером:
«Два верблюда, які коштували 500 драхм в 144 році, коштували 134 000 на 289 рік; раб, якого в 129 році можна було купити за 1200 драхм, піднявся до ціни 90 000 на 293 рік.»
(Еберхард Хорст, Костянтин Великий, Мілан, 1987, стор.25.)

## Основний зміст реформи
Діоклетіан розгорнув радикальну роботу з адміністративної та фіскальної реформи, яка дозволила зупинити кризу, хоча б тимчасово.
Податкова система була раціоналізована, усуваючи стародавні привілеї та пільги. Сума податків ретельно розраховувалася щороку на основі потреби (складання річного бюджету вперше) і на основі наявних ресурсів, визначених переписом. Земельні податки (сплачуються землевласниками) і особисті податки (сплачуються фермерами) були уніфіковані, податкова одиниця земельної площі відповідала працівникові, виходячи з їх майна та працівників, які були найняті землевласниками. Потрібно було забезпечити державу майном в натуральній формі для утримання армії, солдат для армії і робочої сили для громадських робіт. Найбагатші могли замінити оподаткування натурою на золоті монети.
Грошова реформа Діоклетіана також ознаменувалася створенням нової серії імперських монетних дворів після тих, що виникли в попередній період військової анархії. Вони були поширені в різних провінціях, за винятком Іспанії: в Олександрії, Карфагені та інших.
З введенням тетрархіческой системи Діоклетіана, імперські «столиці» фактично збільшилися в чотири рази (починаючи з 293 р), що призвело до множення виробництв, також на користь армій, розташованих уздовж кордонів або складаючих «запас» в тилу.

## Монети і вага
Ауреус повернувся до ваги 1/60 фунта (= 5,45 г., зі значенням грецькою буквою «Σ» (Sigma), тобто 60), як це було передбачено раніше Аврелианом, так як вже при Марк Аврелій Кар він знову зменшився до 1/70 (про що свідчить грецька буква «о», надрукована на деяких монетах, еквівалентна числу 70). Була також введена срібна монета (близько 294 року), аргентеус, вагою 1/96 фунта (= 3,41 г.). Що стосується бронзових або мідних монет, то старі монети були замінені монетою під назвою фолліс із середньою вагою близько 8,5 г. Також були викарбувані дві інші нові монети, такі як фракція фолліс, перша вагою 3,90 г. і друга з вагою від 1,30 до 1,56 г. Ці підрахунки з'явилися завдяки напису, знайденої у Афродізії в Карії і датовані 1 вересня 301 року. Нарешті, співвідношення між золотом і сріблом було встановлено на рівні 1:15, як ніби-то сказати, що ауреус коштував 833,3 динаріїв або 8,3 срібла.
Діоклетіан, таким чином, спробував відновити цінність срібної монети, збільшивши кількість дорогоцінного металу в нових випусках і стримуючи інфляцію, максимальні ціни, був встановлений «Указ про максимальні ціни» (de pretiis rerum venalium). Ці заходи, проте, не увінчалися успіхом: нова валюта швидко зникла з ринку, так як була перевага зберегти її, а фіксовані ціни змусили деякі товари зникнути з офіційного ринку для продажу на чорному ринку, і тому сам Діоклетіан був змушений піти з місця правителя.
| Нові монети по реформі Діоклетіана | Нові монети по реформі Діоклетіана | Нові монети по реформі Діоклетіана |
| Монети                             | Назва                              | Початок обігу                      |
| ---------------------------------- | ---------------------------------- | ---------------------------------- |
|                                    | Ауреус                             | 296/297 рік                        |
|                                    | Аргентеус                          | 294 рік                            |
|                                    | Фолліс                             | 302-303 рік                        |
|                                    |                                    |                                    |